# Усьценець-Кольонія
Усьценець-Кольонія (пол. Uścieniec-Kolonia) — село в Польщі, у гміні Вільґа Ґарволінського повіту Мазовецького воєводства.
Населення — 86 осіб (2011).
У 1975-1998 роках село належало до Седлецького воєводства.

## Демографія
Демографічна структура станом на 31 березня 2011 року:
|          | Загалом | Допрацездатний вік | Працездатний вік | Постпрацездатний вік |
| -------- | ------- | ------------------ | ---------------- | -------------------- |
| Чоловіки | 44      | 11                 | 25               | 8                    |
| Жінки    | 42      | 8                  | 25               | 9                    |
| Разом    | 86      | 19                 | 50               | 17                   |